# 葫芦草
葫芦草（学名：Polytoca massiei）为禾本科多裔草属下的一个种。